# Zamarada vintejouxi
Zamarada vintejouxi är en fjärilsart som beskrevs av Claude Herbulot 1989. Zamarada vintejouxi ingår i släktet Zamarada och familjen mätare. Inga underarter finns listade i Catalogue of Life.